# Kick It Like Sara
Kick It Like Sara ist eine US-amerikanische romantische Filmkomödie von Norm Hunter aus dem Jahr 2007.

## Handlung
Sara ist 15 Jahre alt und der Star ihrer Fußballmannschaft. Sie wird zusätzlich von ihrem fußballverrückten Vater trainiert, dem sehr viel daran liegt, dass Sara die jüngste Spielerin aller Zeiten in der US-amerikanischen Frauennationalmannschaft wird. Ihre Mutter hingegen hat große Zweifel, ob dies das Richtige für die Entwicklung ihrer Tochter ist. Sara bekommt jedoch eine Absage vom Fußballverband, mit dem Hinweis, dass sie noch nicht ganz so weit sei. Zusätzlich bemerkt sie im Gespräch mit ihrer besten Freundin Tutti, dass es auch noch ein Leben neben dem Fußball gibt und nimmt am Training der Tanzgruppe ihrer Highschool teil.
Sara lernt ihren Mitschüler und Hobbyfotografen Josh kennen, in den sie sich verliebt. Zwischenzeitlich hat sich die Torjägerin der Nationalmannschaft verletzt. Der Fußballverband teilt mit, dass die Torschützenkönigin der Landesmeisterschaft ins Team berufen wird. Ihre größte Konkurrentin um diesen freien Platz ist ihre Mannschaftskollegin Regina.
Josh und Sara kommen sich näher und werden ein Paar. Regina intrigiert jedoch, so dass Josh die Beziehung wieder beendet. Sara kommen große Zweifel, ob ihr bisheriger Lebensweg richtig ist und verlagert ihre Prioritäten immer mehr. Der Traum von der Nationalelf rückt in den Hintergrund. Gleichzeitig verändert auch ihr Vater langsam seine Einstellung, weil er bemerkt, dass seine Tochter nicht glücklich ist.
Regina entschuldigt sich bei Sara für ihre Intrige und diese verzeiht ihr. Im Finale der Landesmeisterschaft läuft Sara Sekunden vor Schluss alleine auf das Tor zu und könnte das Tor selbst erzielen. Sie spielt den Ball jedoch zu Regina, die somit das Siegtor  erzielt und in die Nationalelf aufrückt.
Am Schluss sagt Sara zu ihren Eltern, dass die Nationalmannschaft immer noch ihr großer Traum ist, es aber noch zu früh für sie ist. Dann macht sie sich auf den Weg zu Josh und versöhnt sich mit ihm.

## Kritik
„Im Jahr 2002 gelang der britischen Regisseurin Gurinder Chadha mit Kick It Like Beckham ein charmanter und frecher Teenagerfilm mit Starbesetzung. Damals spielte eine noch wohlgenährte Keira Knightley eine jugendliche Fußballerin aus Leidenschaft. Ganz nebenbei ging es der Komödie aber auch um die spielerische Darstellung kultureller Differenzen. Die US-Komödie Kick it like Sara behandelt rund vier Jahre später ein ähnliches Thema. Wieder geht es um eine Teenagerin, die sich zwischen ihrer großen Leidenschaft, dem Fußball, ihrer großen Liebe und ihrem Verantwortungsgefühl gegenüber ihrer Eltern entscheiden muss. Allerdings muss man dem Film zu Gute halten [sic], dass der Originaltitel Her Best Move keineswegs an das englische Vorbild erinnert. Prominent besetzt ist diese Komödie nicht. Lediglich Scott Patterson pusht das Darstellerensemble etwas auf. Einem breiten US-amerikanischen und europäischen Publikum wurde er als grimmiger aber liebenswerter Café-Besitzer Luke in der US-Serie Gilmore Girls bekannt.“